# Tips

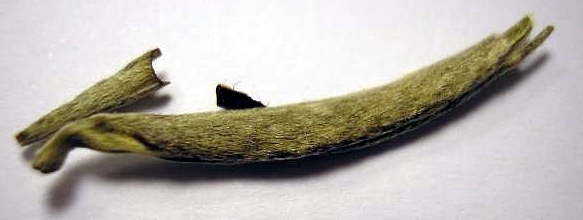
Nerozvitý pupen čajového listu

Tips je z anglického jazyka pocházející označení ještě nerozvinutých pupenů čajových listů. Tips je celý pokrytý bílým chmýřím a přiléhá k němu první čajový lístek, zvaný orange pekoe. Při fermentačním procesu získávají tipsy zlatavou barvu. Čaje s vysokým obsahem tipsů patří k čajům nejvyšší kvality.